# Enid Marx
Enid Crystal Dorothy Marx (20 de octubre de 1902 – 18 de mayo de 1998) fue una pintora y diseñadora inglesa, miembro de la Royal Society of Arts. Era una prima distante de Karl Marx.

## Educación
Enid Marx nació en Londres. Estudió en la Escuela Roedean, la Escuela Central de Artes y Oficios y la Universidad Real de Arte, la cual dejó en 1925, tras haber suspendido su diploma. Mucho más tarde la universidad le otorgó una cualificación honorífica.

## Diseño

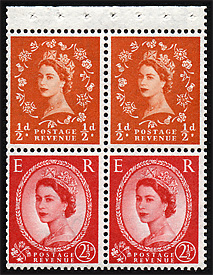
Diseño de Marx para la serie Wilding de sellos a bajo precio.

Después de dejar la Universidad Real travajó para los diseñadores textiles Phyllis Barron y Dorothy Larcher en su estudio en Hampstead, que había conocido gracias al ceramista Norah Braden. Un año más tarde abrió su propio taller, en el cual diseñaba motivos textiles y los imprimía a mano. Sus obras se vendían a través de la Little Gallery, situada en la calle Sloane, y más tarde en la galería Dunbar Hay.
En 1929  empezó a diseñar portadas de libros, comenzando con la de volumen de grabados de Alberto Durero. A partir de entonces, Marx recibió muchos más encargos de la editorial Chatto and Windus. Sus diseños posteriores incluyen las portadas de la traducción de Proust de Scott Moncrieff. En 1937 fue elegida por la London Passenger Transport Board para diseñar la tela de tipo moqueta usada para forrar los asientos de los autobuses y del metro de Londres.
Durante la Segunda Guerra Mundial, empezó a escribir e ilustrar sus propios libros infantiles de pequeño formato, con títulos como Bulgy the Barrage Balloon y The Pigeon Ace. La Pilgrim Trust le encargó 14 acuarelas de edificios amenazados por los bombardeos, que fueron utilizadas como parte de la campaña Recording Britain (Grabando Inglaterra). En 1943, el diseñador de muebles Gordon Russell le invitó a formar parte del equipo de la Junta de Comercio del programa Utility Furniture. En esta organización era la responsable de su gama de telas.
Después de la guerra empezó trabajar de nuevo para el mundo editorial, sobre todo para la editorial Penguin Books. También diseñó el marco que encuadra el retrato de la Reina Isabel II en los sellos de bajo coste de la serie Wilding y el sello de Navidad de 1976 que representa un bordado medieval. En 1965 fue elegida Directora del Departamento de Vestidos, Textiles y Cerámica de la Universidad de Arte de Croydon. Trabajó allí durante cinco años, antes de quitar su puesto para poder concentrarse en su trabajo personal.

## Vida personal
Después de haber pasado la Segunda Guerra Mundial mayoritariamente en Londres, Marx vivió durante un tiempo en St Andrews, Escocia, donde trabajaba con su amiga Margaret Lambert (1905–1995).

## Arte popular y tradicional
A partir de finales de los años 1930, Marx y Lambert empezaron a coleccionar arte popular y ephemera, como libros de recortes, tarjetas de San Valentín, teatrillos eróticos de papel, figurillas de perros de Staffordshire (una especialidad artesanal local) y juguetes. Esta colección les sirvió de base para crear un libro llamado When Victoria began to Reign (Cuando [la reina] Victoria empezó a reinar), publicado por Faber y Faber en 1937. En 1947 publicaron el libro English Popular and Traditional Art (Arte Popular y Tradicional Inglés), y en 1951 fue publicado English Popular Art (Arte Popular Inglés).
En la introducción a su libro de 1947 definen su temática como "el arte que la gente ordinaria, desde tiempos inmemoriales, ha introducido en su vida diaria, a veces fabricándolo ellos mismos, y otras veces imponiendo sus gustos sobre el producto de los artesanos o de las máquinas". La colección de Marx y Lambert de arte popular fue expuesta en la Compton Verney House en 2004.
Marx murió en Londres el 18 de mayo de 1998, a la edad de 95 años.